# Física o química
Física o Química (Nederlands: Fysica of Chemie) was een Spaanse televisieserie, uitgezonden door Antena 3. In Spanje werd de eerste aflevering uitgezonden, Cosas que hacer antes de estar muerto, op 4 februari 2008. De serie wordt of werd getoond in verschillende - vooral Spaanstalige - landen.

## Thema
De serie draait om een groep studenten die les volgen aan het Instituto Zurbarán, een school in Madrid. Het gaat om de problemen die tieners ervaren als ze jong zijn, zoals drugs, seksualiteit, pesten en onzekerheid.

## Rolverdeling

### Studenten
| Acteur           | Personage               |
| ---------------- | ----------------------- |
| Andrea Duro      | Yolanda Freire Caballar |
| Javier Calvo     | Fernando Redondo Ruano  |
| Sandra Blázquez  | Alma Núñez              |
| Adrián Rodríguez | David Ferrán            |
| Lucía Ramos      | Teresa Parra            |
| Álex Batllori    | Álvaro                  |
| Nasser Saleh     | Rashid Lorente          |
| Lorena Mateo     | Daniela Vaquero         |
| Alex Hernández   | Jon                     |
| Álex Martínez    | Salvador Quintanilla    |

## Zenders
| Land       | Zender       | Begin                        | Titel              |
| ---------- | ------------ | ---------------------------- | ------------------ |
| Spanje     | Antena 3     | 4 februari 2008              | Física o química   |
| Chili      | Antena 3     | 8 februari 2008              | Física o química   |
| Frankrijk  | NRJ 12       | 24 augustus 2009             | Physique ou chimie |
| Italië     | Rai 4        | 4 september 2010             | Fisica o chimica   |
| Portugal   | MTV Portugal | 2010                         | Física ou Química  |
| Portugal   | SIC Radical  | 2011-2012                    | Física-Química     |
| Brazilië   | Rede Record  | 2012                         | Física ou química  |
| Costa Rica | Cadena 2     | 2011                         | Física o química   |
| Honduras   | HTV          | 25 juni 2011 - 17 maart 2012 | Física o Quimica   |
| Bulgarije  | bTV          | 2 augustus 2011              | Física ili himiya  |